# Wysadzenie pociągu w Piasecznie (1943)
Wysadzenie pociągu w Piasecznie 27/28 września 1943 – akcja Armii Krajowej, przeprowadzona 28 września 1943 roku i mająca na celu wysadzenie pociągu towarowego oraz zdobycie przewożonej nim broni. Akcję wykonał Oddział Dyspozycyjny z grupy "Andrzeja" Kedywu Okręgu Warszawskiego w liczbie 27 żołnierzy.

## Przebieg akcji
Około godziny 0.10 28 września 1943 między stacjami Piaseczno i Zalesie Górne zatrzymano przez wysadzenie torów pociąg towarowy załadowany samochodami ciężarowymi. Trzy pierwsze wagony spadły do rowu, w lokomotywie pękł zbiornik pary. Podpalono przewożone samochody, ale ze względu na padający deszcz pożar nie rozszerzył się. Spłonęło tylko 10 pojazdów.